# Прокатка
Прока́тка — процесс пластического деформирования тел на прокатном стане между вращающимися приводными валками (часть валков может быть неприводными). Энергия, необходимая для осуществления деформации, передаётся через валки, соединённые с двигателем прокатного стана.
Прокатка металлов относится к числу основных способов обработки металлов давлением. Прокаткой получают изделия (прокат) разнообразной формы и размеров. Как и любой другой способ обработки металлов давлением, прокатка служит не только для получения нужной формы изделия, но и для формирования у него определённой структуры и свойств.

## История
Технология прокатки применялась в Древнем Риме как минимум с эпохи принципата для изготовления лорики сегментаты.
Возрождение прокатки относится к послесредневековым временам (первое известное упоминание относится к XVI веку и содержится в бумагах Леонардо да Винчи. Исторически с помощью прокатки начали изготавливались медные листы для картин (такие листы, изготовленные вначале ковкой, а затем уже прокаткой, известны уже в начале XVII века). Массовое применение прокатки началось в Европе в XIX веке.

## Классификация процессов прокатки
Процессы прокатки классифицируют по следующим признакам:
- по температуре проведения процесса прокатку делят на
  - холодную (температура металла находится в пределах 10—30 % температуры рекристаллизации);
  - тёплую (температура металла находится в пределах 40—60 % температуры рекристаллизации);
  - горячую (температура металла выше 60—70 % температуры рекристаллизации[6];
- по взаимному расположению осей валков и полосы различают продольную (ось прокатываемой полосы перпендикулярная осям валков), поперечную (ось прокатываемой полосы параллельна осям валков) и поперечно-винтовую или «косую» прокатку (оси валков находятся под некоторым углом друг к другу и к оси прокатываемой полосы;
- по характеру воздействия валков на полосу и условиям деформации прокатка бывает симметричной и несимметричной. Симметричной прокаткой называют процесс, при котором воздействие каждого из валков на прокатываемую полосу является идентичным. Если это условие нарушается, процесс следует отнести к несимметричному;
- по наличию или отсутствию внешних сил, приложенных к концам полосы, выделяют свободную и несвободную прокатку. Прокатка называется свободной, если на полосу действуют только силы, приложенные со стороны валков. Несвободная прокатка осуществляется с натяжением или подпором концов полосы[7].

Приведённая классификация процессов деформации металлов не является общепринятой. Например, существуют альтернативные классификаторы способов деформации в зависимости от температуры процесса.

## Продольная прокатка
Способ продольной прокатки является наиболее распространённым. При продольной прокатке полоса подводится к валкам, вращающимся в разные стороны, и втягивается в зазор между ними за счёт сил трения на контактной поверхности. Полоса обжимается по высоте и принимает форму зазора (калибра) между валками. При этом способе прокатки полоса перемещается только вперёд, то есть совершает только поступательное движение. В зависимости от калибровки валков форма поперечного и продольного сечения проката может быть разной. Таким способом получают листы, плиты, ленту, фольгу, сортовой прокат, периодические профили, гнутые профили и др.

## Поперечная прокатка
При поперечной прокатке обрабатываемое тело (цилиндрической формы) помещается в зазор между двумя валками вращающимися в одну сторону и получает вращательное движение за счёт сил трения на контактной поверхности. Деформация тела происходит при встречном сближении валков. В продольном направлении обрабатываемое тело не перемещается (если нет специальных тянущих устройств). Поперечная прокатка используется для изготовления валов, осей, втулок и других тел вращения.

## Поперечно-винтовая прокатка
Поперечно-винтовая прокатка занимает промежуточное положение между продольной и поперечной. Этот способ широко используется для получения полых трубных заготовок (гильз). Обрабатываемое тело (цилиндрической формы) проходя между валками, вращается и одновременно совершает поступательное движение, то есть каждая точка тела (за исключением расположенных на его оси) движется по винтовой траектории .